# Zbór Chrześcijańskiej Wspólnoty Zielonoświątkowej w Legnicy

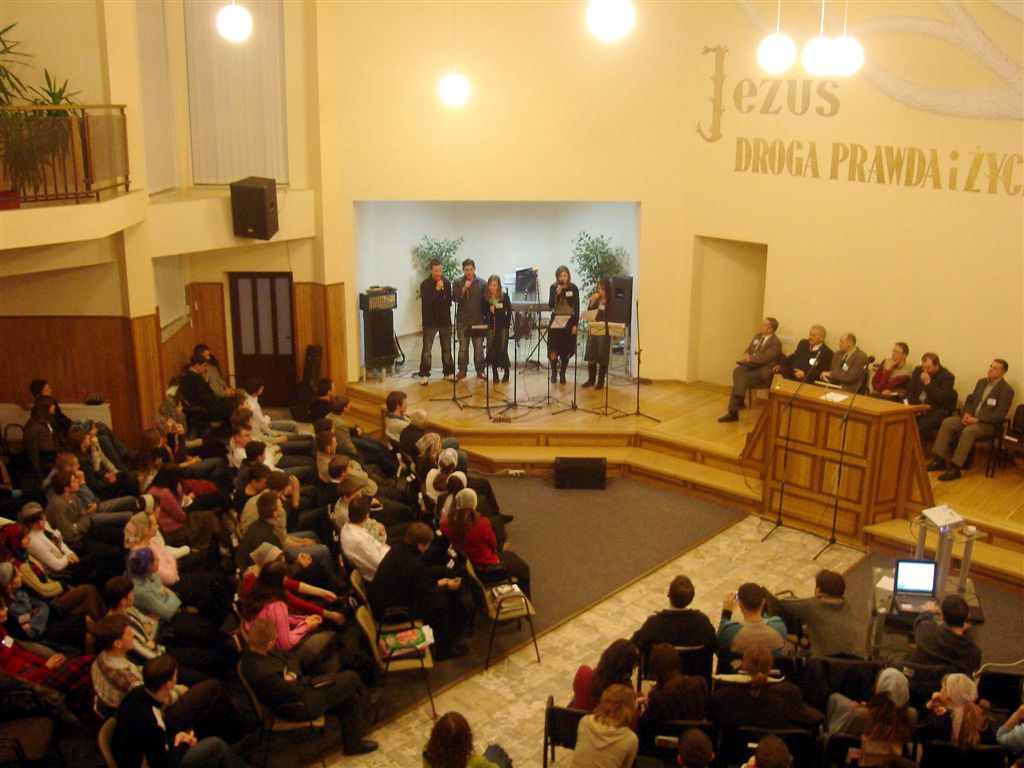
Nabożeństwo w Domu Modlitwy w Legnicy

Zbór Chrześcijańskiej Wspólnoty Zielonoświątkowej w Legnicy – zbór Chrześcijańskiej Wspólnoty Zielonoświątkowej działający w Legnicy.
Pastorem zboru jest Roman Jawdyk. Dom modlitwy zboru zlokalizowany jest przy ul. Sudeckiej 3. Prowadzone są dwa nabożeństwa niedzielne, jak również dwa nabożeństwa tygodniowe. Przy zborze mieści się siedziba Chrześcijańskiej Wspólnoty Zielonoświątkowej.

## Historia
W latach 50. XX wieku w Legnicy zamieszkiwał Adam Wójcicki wraz z matką, którzy do 1958 kilkukrotnie podejmowali starania o powołanie w mieście zboru ewangelicznego, jednak nie przynosiło to rezultatów. W 1958 do ich mieszkania wprowadzili się także Michał Jawdyk razem z żoną. Miejscowa społeczność wierzących osiągnęła wówczas 8 członków. Rozpoczęli oni prowadzenie działalności ewangelizacyjnej, w efekcie której wspólnota rozrastała się. Spotkania powstałego zboru prowadzone były w mieszkaniu Jawdyków przy ul. Skłodowskiej 9. Działalność duszpasterską pełnił Michał Jawdyk, natomiast Adam Wójcicki zajmował się sprawami administracyjnymi. Czynną pracę na rzecz wspólnoty sprawował również Włodzimierz Zając oraz jego żona Hipolita.
Zaproszenia na nabożeństwa wspólnoty kierowane były do członków innych niezarejestrowanych zborów. Do legnickiego zboru przyłączały się kolejne osoby, w jego siedzibie w mieszkaniu ul. Skłodowskiej prowadzono cztery nabożeństwa tygodniowo, natomiast chrzty odbywały się w Orsku. Utrzymywano ścisłe relacje ze zborem w Polkowicach Dolnych i wszystkimi niezarejestrowanymi wspólnotami na terenie całego kraju, dzięki czemu Legnica stała się jednym z głównych punktów ruchu pięćdziesiątników w Polsce. Główne stanowiska w zborze pełnili wówczas Teodor Bubniak, Jan Kuczek, Franciszek Nocek, Prokop Obuchanicz i Kazimierz Poręba. Około 1960 do miasta przybył Feliks Janik, który również zaangażował się w pracę na rzecz wspólnoty. Nawiązano wówczas kontakty ze zborami działającymi na terenie Ukraińskiej SRR. 
W połowie lat 60. XX wieku do Legnicy przeniósł się Zdzisław Krasowski. Wraz z żoną Melanią wywodzącą się ze zboru zielonoświątkowego w Suchej Górnej podjęli pracę w tutejszym zborze. Dołączyli do nich także Wiesław Janik i jego żona Stefania. W tym czasie legnicka wspólnota pięćdziesiątników skupiała około 60 członków. Nabożeństwa prowadzone były nadal w domu Jawdyków, liczba ich uczestników sięgała niekiedy nawet 300 osób. Prowadzone były również spotkania w ciągu tygodnia, które odbywały się w mieszkaniach należących do Janików i Krasowskich.
Na przełomie lat 70. i 80. XX wieku z racji liczby uczestników nabożeństw nie było już możliwości dogodnego ich prowadzenia w mieszkaniu przy ul. Skłodowskiej. Podjęto starania w celu uzyskania nowego lokalu, jednak nie było to możliwe z uwagi na funkcjonowanie bez rejestracji. Dokonano więc zakupu będącej w stanie surowym nieruchomości przy ul. Rybnickiej 9 na osobę prywatną – jej właścicielem został członek zboru, Tadeusz Iwanicki. Na parterze budynku została urządzona sala modlitwy o powierzchni około 53  m² oraz pomieszczenia socjalne, natomiast na piętrze powstało mieszkanie dla rodziny Tadeusza Iwanickiego. Nabożeństwa w nowej sali modlitwy rozpoczęto prowadzić w 1983.
Wkrótce również nowy budynek przestał być wystarczający na potrzeby zboru. Z inicjatywy miejscowej młodzieży do Michała Jawdyka została skierowana sugestia podjęcia budowy nowego domu modlitwy. Wspólnota zwróciła się więc z prośbą do Ministerstwa o przydział działki pod powstanie obiektu, jednak ponownie z uwagi na brak rejestracji spotkało się to z wieloma trudnościami.
W tym czasie rozpoczęto zabiegi w celu rejestracji Chrześcijańskiej Wspólnoty Zielonoświątkowej jako związku wyznaniowego skupiającego polskie zbory pięćdziesiątników, która działała już wówczas na terenie kraju jako stowarzyszenie grupujące kilkanaście wspólnot. Rejestracji w Departamencie Wyznań dokonano w 1986. W związku z tym zwrócono się do Prezydium Wojewódzkiej Rady Narodowej o przyznanie działki pod powstanie domu modlitwy. Po ponad 60 wizytach Michała Jawdyka w urzędach i odrzuceniu przez niego kilu niedogodnych lokalizacji, zbór pozyskał ostatecznie posesję przy ul. Sudeckiej 3.
Budowa domu modlitwy została zainaugurowana w 1988. Kierownikiem prac został Tadeusz Iwanicki, w budowę zaangażowanych było również wielu innych członków wspólnoty oraz jej sympatyków, jak również współwyznawcy z Ukrainy. Większość środków pieniężnych pochodziła z własnych zasobów zboru, budżet wsparły również inne zbory Chrześcijańskiej Wspólnoty Zielonoświątkowej oraz wspólnoty z RFN i Stanów Zjednoczonych. 
W 1988 przez zbór została zorganizowana pierwsza Międzynarodowa Konferencja Chrześcijańska, która odbyła się w Wojewódzkim Domu Kultury. Uczestniczyły w niej osoby z Australii, Belgii, Czechosłowacji, Francji, Kanady, RFN, Stanów Zjednoczonych i ZSRR. 
Również w 1988 zainaugurowane zostało wydawanie czasopisma „Droga, Prawda, Życie”, którego pierwszym redaktorem został Roman Jawdyk. W późniejszym okresie działalność tę przejął zbór w Zabrzu.
W 1989 stanowisko pastora zboru objął Roman Jawdyk, pełniący równocześnie funkcję Prezbitera Naczelnego Chrześcijańskiej Wspólnoty Zielonoświątkowej. W późniejszym okresie Roman Jakimowicz zaczął pracę jako drugi pastor.
Dom modlitwy został otwarty we wrześniu 1993. Powstała w nim sala nabożeństw na 700 miejsc, kuchnia i stołówka z 200 miejscami, 4 salki katechetyczne, 2 kancelarie, 2 mieszkania oraz zaplecze gospodarcze. Wybudowane zostało także baptysterium, które używane jest jednak sporadycznie z racji przeprowadzania chrztów w pobliskich jeziorach.
W latach 2000. zbór skupiał około 140 ochrzczonych członków. Prowadzone były cztery nabożeństwa tygodniowo. Funkcjonowały cztery grupy szkółki niedzielnej, prowadzono spotkania młodzieżowe i rozważania biblijne. Działał także chór oraz grupa uwielbiająca. Co roku miały miejsce zimowe zjazdy młodzieżowe, na które przybywało 300–500 uczestników. Prowadzono także ewangelizacje, które odbywały się w miesiącach letnich na terenie Parku Miejskiego, a w pozostałej części roku w siedzibie zboru. Miejscowa młodzież angażowała się także w pracę ewangelizacyjną poza miastem, wspierając zbory w Kędzierzynie-Koźlu, Kłodzku, Kostrzynie nad Odrą, Lesznie, Łodzi i zbór polonijny w Niemczech, jak również prowadziła działalność na terenie Zakładu Karnego w Gorzowie Wielkopolskim.
Funkcjonowała także placówka zboru w Legnicy zlokalizowana w Jaworze, gdzie nabożeństwa prowadzone były w każdą niedzielę w świetlicy Szkoły Podstawowej nr 5 ul. Armii Krajowej 9, a spotkania tygodniowe odbywały się w mieszkaniach prywatnych. 